# Dhoihir Dhoulkamal
Dhoihir Dhoulkamal  (né le 6 août 1969 à Anjouan) est un homme politique et diplomate comorien. 
En 2015, il est élu député à l’Assemblée de de l'Union. En septembre 2020, il est nommé ministre des Affaires étrangères et de la Coopération internationale, poste qu'il occupe jusqu'en juillet 2024.
Dhoihir Dhoulkamal et son épouse sont visés par une enquête préliminaire depuis novembre 2020 pour des fraudes présumées de 251 000 euros à la caisse d’allocations familiales de La Réunion, entre 2015 et 2022. La justice française a émis un mandat de recherche à son encontre,.

## References
1. ↑  Biographie du chef de la diplomatie
2. ↑  Jérôme Talpin, « Fraudes aux prestations sociales : un mandat de recherche lancé contre l’ancien ministre des affaires étrangères comorien », Le Monde,‎ 25 mars 2025 (lire en ligne)
3. ↑  Marianne Lecach, « 250 000 euros de fraudes à la CAF : un ex-ministre comorien activement recherché par la justice française », Le JDD,‎ 26 mars 2025 (lire en ligne)